# Francesco Sacco
Francesco Sacco, italijanski general, * 1877, † 1958.
Sodeloval je kot priča na sojenju Matteottiju in pričal v korist Emilio De Bono pred senatom.